# 旅猫リポート
『旅猫リポート』（たびねこリポート）は、有川浩による長編小説。第4回ブクログ大賞（小説部門）受賞。本作を原作とした演劇、ラジオドラマ、映画、朗読劇も製作されている。

## 概要
文藝春秋の雑誌『週刊文春』に2011年10月27日号から2012年4月19日号まで連載され、2012年11月に文藝春秋より単行本が発売された。表紙イラストは村上勉。第4回ブクログ大賞（小説部門）受賞。第34回吉川英治文学新人賞候補、第26回山本周五郎賞候補、第4回山田風太郎賞候補。
2014年に、文藝春秋より本作を原作とした絵本が出版された。絵は小説と同じく村上勉が担当した。
2021年には、講談社より『旅猫リポート』外伝2編を含む計7編の短編が収録された単行本『みとりねこ』が発売された。『別册文藝春秋』2012年7月号掲載の「ハチジカン～旅猫リポート外伝～」と、『旅猫リポート副読本―スカイロケット第1回公演「旅猫リポート」プログラム』掲載の「こぼれたび～旅猫リポート外伝～」が収録されている。

## 執筆経緯
2011年有川浩が原作・脚本をしたTheatre劇団子25th act『もうひとつのシアター！』に演劇集団キャラメルボックスの阿部丈二が客演したことで、二人は交友を持った。その後、有川はキャラメルボックスとコラボして『ヒア・カムズ・ザ・サン』を執筆。それをきっかけに舞台化を前提として、本作の執筆を開始した。

## あらすじ
人語を理解できる猫ナナが、ある出来事から主人公である宮脇悟と共に暮らすようになって、5年が経った。しかしサトルはどうしようもない事情により、ナナを手放さざるを得なくなる。信頼出来る引き取り手として名乗り出てくれたのは、小学、中学、高校、各時代の友人達。2人は銀色のワゴンに乗って、友人の元を巡る旅をする事になるのだった。その旅は、サトルの幼少のころから現在までの人生を、時間を追って再確認する旅でもあった。

## 登場人物
ナナ
主人公。元は野良だったが、交通事故で右足を折って以来、自分を助けてくれたサトルの飼い猫になった。「ナナ」という名は尻尾が「7」の形に曲がっていることから。雑種の雄。以降5年以上サトルの相棒として暮らす。ケージの鍵を爪で開けてしまうなど器用。人語を解する。
サトル（宮脇 悟）
もう一人の主人公。ナナの飼い主。30代の男性。よんどころのない事情でナナを手放さなければならなくなった。かつて猫を飼っていたため猫の扱いに長けている。端的に言えば猫バカ。自らがどのような境遇に置かれても、誰も妬まず、憎まない。優しく純粋な心をもつ好青年。幼少期はひょうきんもので、通っていたプール教室では潜水し水中から飛び出して生徒を驚かしたりとイタズラばかりしていた為、あだ名はカッパであった。
ハチ
サトルがかつて飼っていた猫。ナナに似ている。サトルが両親を失った時に動物好きな母方の遠縁に引き取られ、大事にされていたが、サトルが高校生の時に交通事故で息を引き取った。
コースケ（澤田 幸介）
サトルの幼馴染で小学校の同級生。子猫だったハチをサトルとともに拾った。実家の写真館を継いでいる。少々気弱なところがあり、幼少期から父親には頭があがらず、行動力のある悟に振り回される事も多かった。
ヨシミネ（吉峯 大吾）
サトルの中学時代の同級生。茶トラ模様の子猫・チャトランを飼っている。猫が特別好きな訳ではないのだが、農家にとって猫を飼うことはメリットがある為、母猫に置いていかれてしまった仔猫であるチャトランを拾ってきた。中学時代からマイペースな性格で、少々クラスで浮き気味だったが、自らを悲観する事を嫌う点でサトルと共感し合い、友人となった。ぶっきらぼうに見えて、思いやりはある。
中学時代、仕事が好きすぎて家族を構わなくなった両親が離婚、度々預けられていた祖母との同居を望んだことから親権は父が持ち、捨てられるようにして父方の祖母に預けられた。現在はその祖母の持っていた田畑を継いでいる。
スギ（杉 修介）、チカコ（杉 千佳子）
サトルの高校及び大学時代の同級生（ただし、高校は途中で転校している）。富士山が見える場所でペット同伴可のペンションを経営し、猫のモモと犬のトラマルを飼っている。修介は犬派、千佳子は猫派。エピローグで子供ができたことがナナから語られている。
ノリコ（香島 法子）
サトルの母方の叔母。独身で、小学6年の時に両親を失ったサトルを引き取る。自身も早くに両親を亡くしており、8つ離れた姉に育てられたようなもの。判事をしているので、転勤が多い。かつて猫に噛まれたことがあり、猫が苦手。
社会人となって以来1人暮らしだったサトルと再び同居することになり、弁護士へ転職した後、出身地である北海道へ引っ越す。エピローグで子猫を拾って飼い始めたことがナナから語られている。

## 書誌情報
- 旅猫リポート
  - 単行本：2012年11月15日発売[1]、文藝春秋、ISBN 978-4-16-381770-5
  - 単行本（再版）：2015年2月18日発売[4]、講談社、ISBN 978-4-06-219388-7
  - 児童書：2015年3月13日発売[5]、講談社青い鳥文庫、ISBN 978-4-06-285480-1
  - 文庫本：2017年2月15日発売[6]、講談社文庫、ISBN 978-4-06-293561-6
- 絵本「旅猫リポート」
  - 2014年2月28日発売[7]、文藝春秋、ISBN 978-4-16-390020-9
  - 再版：2015年2月18日発売[8]、講談社、ISBN 978-4-06-219391-7
- みとりねこ
  - 単行本：2021年8月11日発売[9]、講談社、ISBN 978-4-06-524130-1

## 舞台
有川浩と阿部丈二のユニットスカイロケットが、2013年4月3日から7日に紀伊國屋サザンシアターにて上演した。また小説の中に組み込む構想があった書き下ろし外伝、舞台脚本等が入ったパンフレットが発売された。
2013年9月8日に衛星劇場にて放送された。

### 出演（舞台）
- ナナ / ハチ - 細見大輔
- サトル - 阿部丈二
- コースケ / トラマル - 菅野良一
- 和子（サトル母） / ヨシミネ祖母 / モモ - 岡田さつき
- ヨシミネ / コースケ父 / 警官 / 医師 - 大原研二
- スギ/サトル父 / 体育教師 - 石原善暢
- チカコ / コースケ母 / 美人先生 / 婦長 - 前田綾
- ノリコ / キャンディさん（近所の人） / チャトラン - 坂口理恵

### スタッフ（舞台）
- 原作・脚本 - 有川浩
- 演出 - 白坂恵都子
- プロデューサー - 阿部丈二
- 美術 - 稲田美智子
- 照明 - 勝本英志
- 音楽 - 佐々倉有吾
- 音響 - 早川毅
- 衣装 - 黒羽あや子
- 舞台監督 - 村岡晋

## ラジオドラマ
2014年にNHK FM「青春アドベンチャー」にて、メインキャストは舞台版と同一キャストでラジオドラマが放送された。

### 出演（ラジオドラマ）
- 細見大輔
- 阿部丈二
- 岡田さつき
- 坂口理恵
- 菅野良一
- 大原研二
- 石原善暢
- 前田綾
- 関えつ子
- 良田麻美
- 春原雅之
- 北藤遼
- 柴井伶太
- 加藤幹夫
- 入江怜
- 小澤優泉

## 映画
2018年10月26日公開。主演は福士蒼汰。原作者の有川浩が脚本も担当する。
全国公開日前日の2018年10月15日に、東京都千代田区の丸の内ピカデリーで行われた本作映画のチャリティ試写会に皇太子徳仁親王、同妃雅子夫妻（現：今上天皇、皇后雅子）と長女の愛子内親王が出席した。鑑賞には主演の福士蒼汰をはじめ、三木康一郎監督も皇太子一家の隣に同席した。
2019年8月9日には日本テレビ系列の『金曜ロードSHOW!』で地上波初放送。劇場公開時にはカットされたシーンを新たに追加した。

### キャスト
- 宮脇 悟 - 福士蒼汰
- ナナ（声） - 高畑充希
- ナナ - トム
- 杉 千佳子 - 広瀬アリス
- 杉 修介 - 大野拓朗
- 澤田 幸介（悟の親友・澤田写真館店主） - 山本涼介
- 吉峯 大吾 - 前野朋哉
- 小学生の悟 - 田口翔大
- 小学生の幸介 - 二宮慶多
- 五十嵐 - 中村靖日
- 神崎 - 戸田菜穂
- モモ（声） - 沢城みゆき
- 虎丸（声） - 前野智昭
- 宮脇 健悟（悟の父） - 橋本じゅん
- 宮脇 和子（悟の母） - 木村多江
- 澤田 慶介（幸介の父） - 田中壮太郎
- 澤田 洋恵（幸介の母） - 笛木優子
- 香島 法子（悟の叔母／宮脇 和子 の妹） - 竹内結子

### スタッフ
- 原作 - 有川浩「旅猫リポート」（講談社文庫）
- 監督 - 三木康一郎
- 脚本 - 有川浩、平松恵美子
- 音楽 - コトリンゴ
- 製作総指揮 - 大角正
- エグゼクティブプロデューサー - 吉田繁暁、津嶋敬介
- Coエグゼクティブプロデューサー - 伊藤響、菅井敦
- チーフプロデューサー - 井上竜太
- プロデューサー - 田渕みのり、宇高武志、河野美里
- 共同プロデューサー - 櫛山慶
- 撮影 - 小松高志
- 照明 - 木村匡博
- 録音 - 日下部雅也
- 美術 - 金勝浩一
- 装飾 - 尾関龍生、大藤邦康
- 編集 - 堀善介
- 動物監修 - ZOO動物プロ
- ドッグトレーナー - 宮忠臣
- VFXスーパーバイザー - 鎌田康介
- 衣裳監修 - 祐真朋樹
- ヘアメイク - 石月裕子
- 記録 - 河野ひでみ
- 音楽プロデューサー - 高石真美
- 宣伝プロデューサー - 永井準哉
- 助監督 - 森裕史
- 制作担当 - 豊田周平
- ラインプロデューサー - 渡辺修
- 協力 - イメージフィールド
- 制作プロダクション - ホリプロ
- 制作協力 - 松竹撮影所
- 企画・配給 - 松竹
- 製作 - 映画「旅猫リポート」製作委員会（松竹、日本テレビ放送網、木下グループ、ホリプロ、講談社、読売テレビ放送、研音、読売新聞社、イメージフィールド、イオンエンターテイメント）

## 朗読劇
2017年1月25日から29日にかけて博品館劇場にて公演された。脚本は坪田文・有賀ひかる、演出は石丸さち子が担当した。ナナ役とサトル役は日替わりで交代する。

### 出演（朗読劇）
- ナナ、サトル - 磯貝龍虎、伊万里有、植田圭輔（ナナ役のみ）、碕理人、谷佳樹、鳥越裕貴
- ヨシミネ、他 - 田中稔彦
- スギ、他 - 黒木龍世
- コースケ、他 - 金子大介
- ノリコ、他 - みやなおこ